# Futsal-Europameisterschaft 2007
Die 6. Futsal-Europameisterschaft wurde vom 16. bis 25. November 2007 in Portugal ausgetragen. Am Turnier nahmen acht Nationalmannschaften teil, die zunächst in Gruppen und danach im K.-o.-System gegeneinander antraten. Den Titel gewann zum zweiten Mal in Folge die Mannschaft Spaniens.

## Spielorte
Die EM wurde zum zweiten Mal in zwei verschiedenen Spielorten ausgetragen. Hauptaustragungsort war die Multiusos Gondomar in Gondomar, in der neben zwei Vorrundengruppen auch die Halbfinals und Finals ausgetragen wurden. Sie verfügt über 3.800 Zuschauerplätze.
Die Pavilhao Municipal in Santo Tirso diente als zweiter Austragungsort.

## Teilnehmer
An der Europameisterschaft 2007 nahmen acht Mannschaften teil, Portugal war als Gastgeber automatisch qualifiziert. Um die restlichen sieben Plätze kämpften insgesamt 33 Nationen. In einer ersten Runde spielten die zwölf Teams mit dem schlechtesten UEFA-Koeffizienten in zwei Gruppen gegeneinander. Die Gruppensieger und der beste Zweite stiegen in die nächste Runde auf, wo sie zusammen mit den 24 restlichen Mannschaften in sieben Vierergruppen gelost wurden. Die Gruppenersten qualifizierten sich schließlich für die Endrunde.
Die acht Teilnehmer der Endrunde wurden in zwei Gruppen gelost.

## Vorrunde

### Gruppe A
| Pl. | Team       | Sp. | S | U | N | Tore | Diff. | Pkt. |
| --- | ---------- | --- | - | - | - | ---- | ----- | ---- |
| 1.  | Italien    | 3   | 2 | 1 | 0 | 11:1 | +10   | 7    |
| 2.  | Portugal   | 3   | 2 | 1 | 0 | 8:3  | +05   | 7    |
| 3.  | Rumänien   | 3   | 1 | 0 | 2 | 9:14 | −05   | 3    |
| 4.  | Tschechien | 3   | 0 | 0 | 3 | 7:17 | −10   | 0    |

| 16. November 2007 |   |            |     |
| Portugal          | - | Italien    | 0:0 |
| 16. November 2007 |   |            |     |
| Tschechien        | - | Rumänien   | 4:8 |
| 18. November 2007 |   |            |     |
| Italien           | - | Rumänien   | 7:1 |
| 18. November 2007 |   |            |     |
| Portugal          | - | Tschechien | 5:3 |
| 21. November 2007 |   |            |     |
| Rumänien          | - | Portugal   | 0:3 |
| 21. November 2007 |   |            |     |
| Italien           | - | Tschechien | 4:0 |

### Gruppe B
| Pl. | Team     | Sp. | S | U | N | Tore | Diff. | Pkt. |
| --- | -------- | --- | - | - | - | ---- | ----- | ---- |
| 1.  | Spanien  | 3   | 2 | 1 | 0 | 11:4 | +07   | 7    |
| 2.  | Russland | 3   | 2 | 0 | 1 | 10:8 | +02   | 6    |
| 3.  | Serbien  | 3   | 1 | 1 | 1 | 7:8  | −01   | 4    |
| 4.  | Ukraine  | 3   | 0 | 0 | 3 | 5:13 | −08   | 0    |

| 17. November 2007 |   |          |     |
| Spanien           | - | Ukraine  | 6:2 |
| 17. November 2007 |   |          |     |
| Serbien           | - | Russland | 3:5 |
| 19. November 2007 |   |          |     |
| Ukraine           | - | Russland | 1:4 |
| 19. November 2007 |   |          |     |
| Spanien           | - | Serbien  | 1:1 |
| 21. November 2007 |   |          |     |
| Russland          | - | Spanien  | 1:4 |
| 21. November 2007 |   |          |     |
| Ukraine           | - | Serbien  | 2:3 |

## Finalrunden

### Halbfinale
| 23. November 2007 | Italien | – | Russland |  | 2:0 (1:0)           |
| 23. November 2007 | Spanien | – | Portugal |  | 2:2 (0:0), 4:3 i.P. |

### Spiel um Platz drei
| 25. November 2007 | Russland | – | Portugal |  | 3:2 (2:1) |

### Finale
| 25. November 2007 | Italien | – | Spanien |  | 1:3 (0:1) |